# علي العيساوي (وزير)
علي عبد العزيز العيساوي (1966 بنغازي -) سياسي ومثقف ليبي، ووزير سابق للاقتصاد في عهد القذافي، ووزير سابق للخارجية بالمجلس الوطني الانتقالي، وتلاه في ذلك المنصب عاشور بن خيال.

## حياته
لديه دكتوراه في الخصخصة تحصل عليها من أكاديمية الدراسات الاقتصادية بوخارست برومانيا. حيث شغل منصب أمين (وزير) اللجنة الشعبية العامة للاقتصاد والتجارة والاستثمار بليبيا يعتبر أصغر وزير شغل مثل هذا المنصب قبل ذلك أسس مركز تنمية الصادرات في العام 2006 وتولي منصب أول مدير عام له.

## حياته السياسية
كما تولي قبل ذلك منصب مدير عام صندوق تمويل برنامج توسيع قاعدة الملكية (صندوق الخصخصة) في العام 2005 وكان يعد من الوزراء الإصلاحيين الشباب المحسوبين على تيار سيف الإسلام القذافي حيث حققت ليبيا في فترته أعلى معدل عالمي للتحسن في مؤشر الحرية الاقتصادية للعام 2009 بمعدل يساوى (4.8) حسب مؤسسة هيرتاج فاونديشن كما حققت ليبيا خلال نفس الفترة أفضل معدل لتاسيس الشركات الخاصة مقارنة بالخمس عشرة سنة السابقة كما ارتفع حجم الاستثمارات المحلية والاجنبية بها وكان للوزير الليبى دور بارز في تحسين الصورة الاقتصادية لليبيا في تقارير المؤسسات الدولية كصندوق النقد الدولي والبنك الدولي ومؤسسات التصنيف الائتمانى الدولية حيث تحصلت ليبيا على أول تصنيف ائتمانى لها من مؤسسات التصنيف «موديز» و«ستاندرد اند بورز» و«فيتش».
قدم استقالته من منصبه الوزارى عام 2008 في بادرة تعد الأولى من نوعها في بلد كليبيا وذلك احتجاجا على السياسات الاقتصادية التي ساهمت في تدهور أوضاع البلد وبعد ذلك عين سفيرا في الصين إلا أن تعيينه الغى بسبب كتابته مقالا نقديا عن الأوضاع الاقتصادية بعنوان«من يطلق سراح القطة» الا انه بعد ذلك تم تعيينه مجددا سفيرا في الهند في عام 2010 وبعد تقديمه لاوراق اعتماده بقليل قامت ثورة 17 فبراير بليبيا والتي قام بها الشباب فقدم استقالته من منصبه كسفير ومن الوظيفة العامة يوم 19 فبراير وكان أول سفير ليبي يستقيل احتجاجا على قتل المتظاهرين بوحشية وبدم بارد وانضم إلى ثورة 17 فبراير